# Tunnel (金世正單曲)
《Dingo X SEJEONG》是Dingo Music邀請韓國女子團體gu9udan主唱金世正參與，以療愈為主題的音樂企劃。歌曲〈Tunnel〉於2019年12月2日發行。

## 背景及發行
〈Tunnel〉，以鋼琴演奏開始，木吉他與弦樂旋律搭配上世正細膩、溫暖的歌聲，讓聽的人更能感受到歌曲中的情感。擁有夢想不一定是幸福，也有可能是苦痛，就像是走在看不到盡頭的隧道裡。世正希望透過歌曲，跟大家一起分享這又長又辛苦的路，成為各位的力量，歌曲中包含著「任何時候都會抱著你，直到隧道盡頭為止」的訊息。

## 曲目
| 曲序     | 曲目                 |          | 作曲     | 編曲       | 时长 |
| -------- | -------------------- | -------- | -------- | ---------- | ---- |
| 1.       | 隧道 (Tunnel) (터널) | 박우상   | 박우상   | 박우상, 영 | 4:08 |
| 2.       | 隧道 (Inst.)         |          | 박우상   | 박우상, 영 | 4:08 |
| 总时长： | 总时长：             | 总时长： | 总时长： | 总时长：   | 8:16 |

## 發行歷史
| 發行地區 | 發行日期      | 發行方式 | 唱片公司      | 發行公司    |
|          | 2019年12月2日 | 數位下載 | Jellyfish娛樂 | Dingo Music |

## 銷售及認證
| 排行榜     | 最高位置（數位下載） |
| Gaon Chart | 31st                 |

## 音樂節目榜單排名
| 主打歌曲成績 |                                                                   |                       |                     |                        |                  |                             |                      |      |
| 專輯 | 歌曲                                                              | Mnet 《M! Countdown》 | KBS2 《Music Bank》 | MBC 《Show! 音樂中心》 | SBS 《人氣歌謠》 | MBC Music 《Show Champion》 | SBS MTV 《THE SHOW》 | 備註 |
| 2019年 |                                                                   |                       |                     |                        |                  |                             |                      |      |
| Dingo X SEJEONG | Tunnel                                                            | 2                     | 13                  | 26                     | /                | /                           |                      |      |
| \| - 「/」表示未有相關資料 - 「(1)」：兩星期冠軍 - 「[1]」：三星期冠軍 \| - 「 」：無打歌放送 - 「 」：該段時期未設立排行榜 - 「*」：打榜中 \| |                                                                   |                       |                     |                        |                  |                             |                      |      |
| - 「/」表示未有相關資料 - 「(1)」：兩星期冠軍 - 「[1]」：三星期冠軍                                                                            | - 「 」：無打歌放送 - 「 」：該段時期未設立排行榜 - 「*」：打榜中 |                       |                     |                        |                  |                             |                      |      |

## 節目演出
| 歌曲           | 電視台     | 節目名稱           | 日期                        |
| 音樂節目       |            |                    |                             |
| 〈Tunnel〉     | KBS2       | 《Music Bank》     | 12月6日、12月13日、12月20日 |
| 〈Tunnel〉     | MBC        | 《Show! 音樂中心》 | 12月7日、12月14日           |
| 〈Tunnel〉     | SBS        | 《人氣歌謠》       | 12月8日、12月15日           |
| 〈Tunnel〉     | MBC Music  | 《Show Champion》  | 12月11日                    |
| 〈Tunnel〉     | Arirang TV | 《Simply K-Pop》   | 12月13日                    |
| 其他節目、舞台 |            |                    |                             |
| 〈Tunnel〉     | KBS2       | 《柳熙烈的寫生簿》 | 12月6日                     |

## 外部連結
- gu9udan 官方Youtube頻道（页面存档备份，存于）
- gu9udan 官方vlive頻道（页面存档备份，存于）